# Rouven Roessler
Rouven Roessler, (nacido el 14 de noviembre de 1980 en Bad Bergzabern, Alemania) es un jugador de baloncesto profesional que ha llegado a ser internacional por Alemania. Mide 1,98 metros y ocupa la posición de alero.

## Historia
Roessler se formó como jugador de baloncesto en el BG Karlsruhe con el que en el 2003 consiguió ascender a la máxima categoría del baloncesto alemán, la Bundesliga. Ese año fue elegido mejor jugador de la segunda división de su país tras promediar 19,2 puntos y 5,7 rebotes por partido.
Tras jugar tres temporadas el BG Karlsruhe siempre en la Bundesliga, en la temporada 2006-07 ficha por el Giessen MTV 1846 de la misma categoría jugando en varias ocasiones el All Star de la competición y llegando a debutar con la selección alemana en junio de 2008.
En el verano de 2008 ficha decide dar el salto a España y ficha por el Cáceres 2016 de la segunda categoría de ese país: la LEB Oro. En plena pretemporada, sin llegar tan siquiera a debutar con el conjunto extremeño, en agosto de ese mismo año, abandona la disciplina del Cáceres 2016 para regresar a Alemania, alegando problemas personales.
Finalmente, tras su frustrado paso por el baloncesto español acaba fichando por el BG Karlsruhe, club en el que había pasado la mayor parte de su carrera deportiva.

## Trayectoria deportiva
- Categorías inferiores: TSV Bad Bergzabern  Alemania
- 2000–2006 BG Karlsruhe. Bundesliga  Alemania
- 2006–2008 Gießen 46ers. Bundesliga  Alemania
- 2008 Cáceres 2016. Liga LEB Oro  España (abandona el club sin llegar siquiera a debutar).
- 2008–2012 BG Karlsruhe. Bundesliga  Alemania